# Ambon (Morbihan)
Ambon (in bretone: Ambon) è un comune francese di 1 726 abitanti situato nel dipartimento del Morbihan nella regione della Bretagna.

## Società

### Evoluzione demografica
Abitanti censiti